# Hvannasunds kommuna
Hvannasunds kommuna er en kommune på Færøerne. Den omfatter den større bygd Hvannasund på Vidoy, hvorfra kommunen administreres, samt bygden Norðdepil og småbygderne Norðtoftir, Múli og Depil på naboøen Borðoy. Hvannasunds kommuna blev udskilt fra Viðareiðis kommuna i 1950. 1. januar 2009 havde Hvannasunds kommuna 438 indbyggere. Der er to store havbrug og en fiskefabrik i kommunen.

## Befolkningsfordeling
- Hvannasund 270
- Norðdepil 167
- Depil 2
- Norðtoftir 6
- Múli 4
- Samlet 449

## Politik
I september 2008 blev der afholdt folkeavstemning om en eventuel indlemmelse i Klaksvíkar kommuna, hvad der viste sig at være et klart flertal imod. Ved kommunalvalget 13. november 2012 var resultatet således:
| Liste | Parti             | Stemmer | Procent | Mandater | Mandater |
| ----- | ----------------- | ------- | ------- | -------- | -------- |
| A     | Fólkaflokkurin    | 193     | 80,08   | 4        | 0        |
| B     | Sambandsflokkurin | 48      | 19,92   | 1        | 0        |
|       | I alt             | 243     | 100     | 5        | 0        |

| Liste A        | Liste A              | Liste A        | Liste B           | Liste B                   | Liste B           |
| Fólkaflokkurin | Fólkaflokkurin       | Fólkaflokkurin | Sambandsflokkurin | Sambandsflokkurin         | Sambandsflokkurin |
| Nr             | Kandidat             | Stemmer        | Nr                | Kandidat                  | Stemmer           |
| -------------- | -------------------- | -------------- | ----------------- | ------------------------- | ----------------- |
| 1.             | Turið Zachariassen   | 12             | 1.                | Sigmund Klein Olsen       | 1                 |
| 2.             | Livar Nysted         | 31             | 2.                | Irena Maria Joensen       | 3                 |
| 3.             | Katrin M. Næs        | 71             | 3.                | Hjalmar Zachariassen      | 6                 |
| 4.             | Jákup Martin Poulsen | 40             | 4.                | Hans Fuglø Christiansen   | 1                 |
| 5.             | Irdi Jacobsen        | 32             | 5.                | Allan Simonsen            | 21                |
| 6.             | Christian Fagraberg  | 7              | 6.                | Albert Olivur Johannessen | 15                |
|                | Lista                | 0              |                   | Lista                     | 1                 |

Handelsskolelæreren Katrin Næss fra Folkeflokken afløste derefter Veronika Petersen, der ikke genopstilede, som borgmester.